# Fallout 3
Fallout 3 es un videojuego de rol de acción de disparos en primera persona de 2008 desarrollado por Bethesda Game Studios y publicado por Bethesda Softworks. La tercera entrega importante de la serie Fallout, es el primer juego desarrollado por Bethesda después de adquirir los derechos de la franquicia de Interplay Entertainment. El juego marca un cambio importante en la serie mediante el uso de gráficos 3D y combate en tiempo real, reemplazando los isométricos 2D isométricos gráficos y combate por turnos de las entregas anteriores. Fue lanzado en todo el mundo en octubre de 2008 para Microsoft Windows, PlayStation 3 y Xbox 360.
El juego está ambientado dentro de un entorno de mundo abierto post-apocalíptico que abarca una región a escala que consiste en las ruinas de Washington, D.C., y gran parte del campo al norte y al oeste de él en Maryland y Virginia, conocida colectivamente como Capital Wasteland. Un contenido descargable se establece en Pensilvania, antes de la guerra Alaska y en el espacio exterior. Tiene lugar dentro del escenario habitual de Fallout de un mundo que se desvió a una línea de tiempo alternativa gracias a la tecnología de la era atómica, que finalmente condujo a su devastación por un apocalipsis nuclear en el año 2077 (conocido como la Gran Guerra), causada por un importante conflicto internacional entre los Estados Unidos y China sobre los recursos naturales. La historia principal tiene lugar en el año 2277. Los jugadores toman el control de un habitante del Refugio 101, uno de los varios refugios subterráneos creados antes de la Gran Guerra para proteger a alrededor de 1000 humanos de la caída nuclear, que se ve obligado a aventurarse en el Yermo Capital para encontrar a su padre después de desaparecer del Refugio en circunstancias misteriosas. Se encuentran tratando de completar el trabajo de su padre mientras luchan contra el Enclave, los restos corruptos del antiguo gobierno de los Estados Unidos que busca usarlo para sus propios fines.
Fallout 3 fue recibido con una aclamación universal y recibió una serie de premios Juego del año, alabando el juego abierto y el flexible sistema de nivelación de personajes del juego, y se considera uno de los mejores videojuegos jamás realizados. Fallout 3 vendió casi 5 millones de copias en su primera semana. El juego recibió soporte posterior al lanzamiento, con Bethesda lanzando cinco complementos descargables. El juego se encontró con controversia tras su lanzamiento en Australia, por el consumo de drogas recreativas y la capacidad de ser adicto al alcohol y otras drogas; en la India, por los sentimientos culturales y religiosos sobre el ganado mutado en el juego que se llama Brahmin, un varna (clase) en Hinduismo; y en Japón, donde una línea de búsqueda que implicaba la posible detonación de una bomba nuclear en una ciudad prominente fue muy alterada. El juego fue seguido por el spin-off Fallout: New Vegas, desarrollado por Obsidian Entertainment en 2010. La cuarta entrega importante de la serie Fallout, Fallout 4, se estrenó en 2015.

## Argumento

### Ambientación

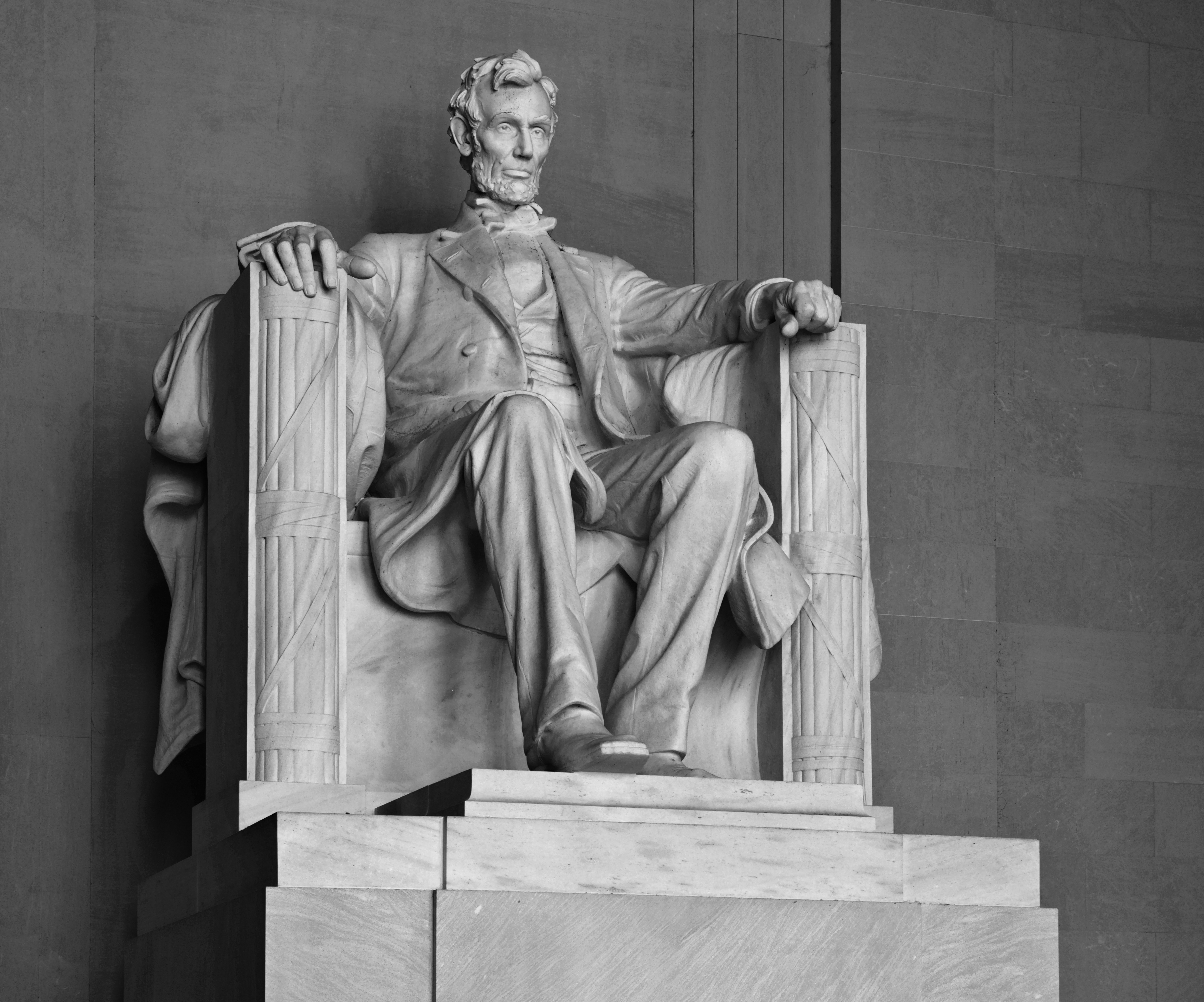
El Monumento a Lincoln encontrado en Capital Wasteland es de las pocas estatuas casi intactas.

Fallout 3 tiene lugar en el año 2277, 200 años después de que la Tercera Guerra Mundial, en la cual se peleó por los recursos y que culminara en un holocausto nuclear. La ambientación es una región posapocalíptica y retrofuturista que abarca gran parte del estado de Washington D.C., el nordeste de Virginia y partes de Maryland. El entorno del juego incluye edificios de la vida real devastados por la guerra como la Casa Blanca, el Monumento a Jefferson, el Monumento a Lincoln, el Cementerio Nacional de Arlington y el Monumento a Washington. El área en el que el juego está ubicado, conocida como Yermo Capital (Capital Wasteland), cuenta con una serie de pequeños asentamientos donde los supervivientes de la Gran Guerra se hospedan. Muchos de los habitantes murieron durante el holocausto nuclear y el Yermo Capital es ahora poco más que una tierra árida casi desprovista de agua potable, comida, plantas y vida animal a causa de los niveles extremos de radiación. A pesar de esto existe un pequeño asentamiento en el norte del Yermo Capital donde la vida vegetal prevalece.

### Historia

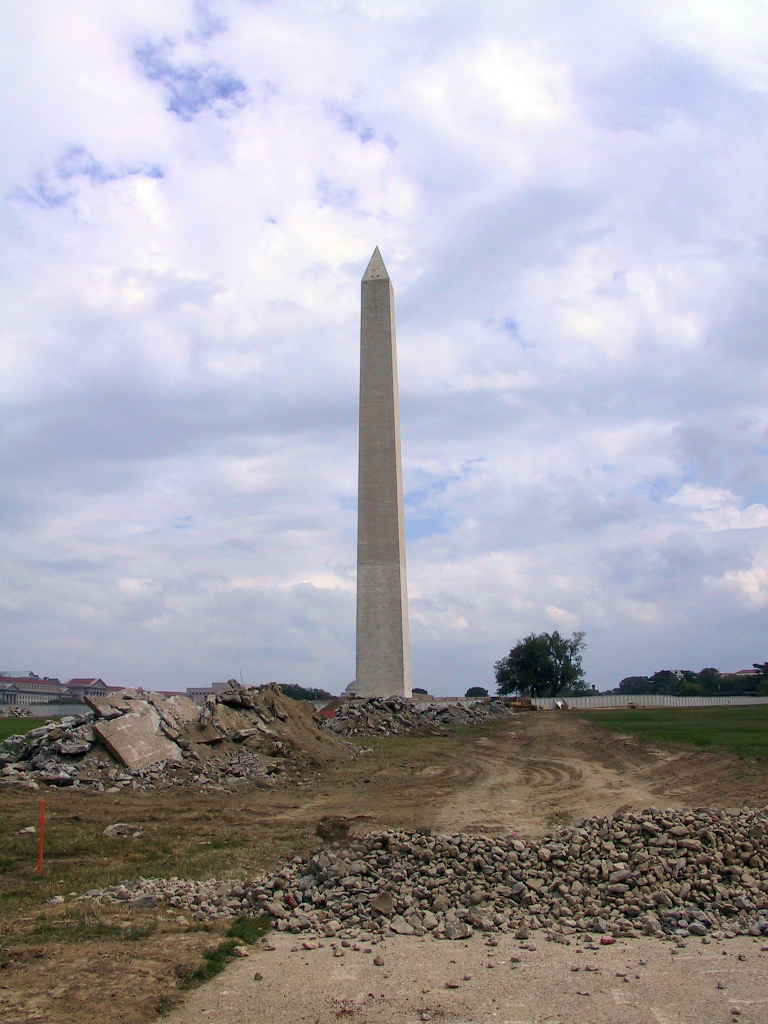
El alrededor del Monumento a Washington en fase de rediseño luce similar al encontrado en Capital Wasteland, antiguo Washington D.C.

El juego comienza dentro del Refugio 101, donde ellos creen haber nacido originalmente, antes de aventurarse a las afueras del refugio donde se enfrentarán a la peligrosa verdad. Yermo Capital es hogar de criaturas mutadas como vacas de dos cabezas, escorpiones de proporciones colosales, así como de grupos de supervivientes hostiles como saqueadores o guerrilleros. En el área que comprende Washington en el Yermo Capital muchos de los caminos están bloqueados por pilas de ruinas y el jugador deberá utilizar los metros subterráneos que conectan la ciudad.
Debido a que el juego tiene lugar después de una guerra nuclear los avances culturales se han estancado y en consecuencia el juego tiene un tema utópico de la década de los 50 como se evidencia en los cárteles y vallas publicitarias así como la música de la época.

#### Previo a Fallout 3
Aunque el juego se ubica en el año 2277 está influido con la estética y la cultura de los años 50, dado que la historia se desarrolla en un universo paralelo en el que Estados Unidos rompe relaciones con el exterior que deja al país atrapado en la moda de la época.
En el año 2052 las naciones más poderosas del mundo entraron en crisis cuando los recursos se agotaron, consecuente a esto, las Naciones Unidas desaparecieron. Después del desplome mundial y sin leyes internacionales que intervengan en situaciones de guerra, China invadió Alaska, posteriormente Canadá fue anexada a Estados Unidos en 2072 y el 1 de enero de 2077 Alaska fue liberada.
Mientras las tensiones mundiales crecían, la paranoia y el miedo a una guerra nuclear aumentaban, el gobierno se vio obligado a buscar medidas preventivas lo que conllevó la elaboración de hábitats especiales: los Refugios, enormes instalaciones subterráneas autosuficientes, que protegerían a sus habitantes de los efectos de la radiación por cientos de años, aunque la mayoría terminaron siendo utilizados como experimentos devastadores. Pese a que Estados Unidos necesitaba más de 400.000 refugios para proteger a toda su población tan sólo se construyeron 122. La gente que quedó fuera de los refugios buscó protegerse en otros lugares, como en las cámaras de conservación construidas para contener a una sola persona, pero carecían de servicios básicos.

## Jugabilidad

### Atributos
El juego comienza durante el nacimiento del protagonista. Como recién nacido, el jugador podrá elegir la etnia, el género y su apariencia en general. A la edad de un año leerá un libro titulado ¡Eres SPECIAL!, donde deberá escoger y distribuir sus estadísticas primarias llamada S.P.E.C.I.A.L; Strengh (Fuerza), Perception (Percepción), Endurance (Resistencia), Charisma (Carisma), Intelligence (Inteligencia), Agility (Agilidad), y Luck (Suerte). Dependiendo de como sean distribuidos, el jugador tendrá un conjunto de habilidades más destacadas que otras como consecuencia de la elección. Con 16 años, el jugador hará una prueba llamada G.O.A.T. (Generalized Occupational Aptitude Test, o Prueba de Aptitud Ocupacional Generalizada) para escoger tres habilidades en las que el personaje se especializará.
A medida que el personaje progrese en el juego, obtendrá puntos de experiencia, que serán usados para subir de nivel y mejorar las habilidades. Tras subir de nivel, el jugador recibirá un determinado número de puntos de habilidad que pueden ser usados para mejorar alguno de los medidores de habilidades, como el aumento de la habilidad de Lockpick, el cual le permitirá al jugador abrir cerraduras más complicadas de puertas o cajas contenedoras. Un perk es otorgado por subir niveles, el cual ofrece ventajas de forma y calidad variable. Algunos perks tienen una serie de requisitos que antes deben cumplirse para poder funcionar, y nuevos perks se irán desbloqueando y estarán disponibles para su adquisición cada dos niveles.
Una estadística importante dentro del juego es el karma. Cada personaje tiene un porcentaje de karma que puede verse afectado por las decisiones y acciones realizadas en el juego. Las acciones positivas, como liberar a esclavos o ayudar a las personas en ciertas tareas, afectan el karma de manera positiva. Las acciones negativas como matar a personajes buenos y robar afectan el karma de forma negativa. Además de las acciones y decisiones tomadas, el karma puede tener efectos secundarios para el jugador, que afectarán principalmente el final del juego. Uno de los efectos incluyen un diálogo distinto con los personajes no jugadores, o reacciones únicas de otros personajes. El nivel de karma obtenido varía según el grado de las acciones hechas, por lo que, robar otorga una pequeña cantidad de karma negativo en comparación con matar a un personaje bueno. Sin embargo, las relaciones con las facciones del juego son distintas, por lo que cualquiera de los asentamientos pueden verlo de distinta forma dependiendo de la conducta del jugador. Algunos eventos requieren niveles de karma específicos para funcionar.

### Salud y armas
La salud está separada en dos tipos: la salud general y la de las extremidades. La salud general es la barra de daño principal, y el personaje morirá si ésta queda vacía. La salud de extremidades es la sección específica para cada parte del cuerpo, es decir, los brazos, las piernas, la cabeza y el torso. Los enemigos no humanos a veces tendrán extremidades extra, como antenas o garras. Cuando la barra de salud de una extremidad se vacía, ésta tendrá el estado de mutilado, induciendo efectos negativos dependiendo de la extremidad, tales como visión borrosa debido a una cabeza dañada o lentitud por una pierna rota. La salud disminuye por el daño causado por ataques, cayendo de grandes distancias y lesiones accidentales como las explosiones de los automóviles o cayendo en una trampa propia. La salud general y de las extremidades puede restablecerse durmiendo, usando medicamentos, comiendo, bebiendo agua o recibiendo asistencia médica de uno de los muchos doctores que hay en Yermo Capital.

### Facciones
La ciudad devastada de Yermo Capital está habitada por una gran variedad de enemigos, incluyendo robots, animales mutados, y humanoides. Una de las características de Fallout 3 son las posibilidades de elegir el bando aliado sobre la base de las decisiones tomadas en el transcurso del juego, afectando así la jugabilidad y el desarrollo de la historia del juego.
El juego da la posibilidad de formar un pequeño grupo de apoyo como un perro pastor australiano, mutantes o robots. El perro puede morir si el jugador hace mal uso de él o lo coloca en una situación muy peligrosa y no puede ser reemplazado (esto cambia con la introducción de la expansión Broken Steel, el Perk del nivel 22 llamado "Puppies" le otorga al jugador un cachorro del perro cuando éste muera); es posible no encontrar a dicho perro dependiendo de las acciones del jugador. Otro acompañante del jugador puede viajar con él en cualquier momento. Si se quiere cambiar a otro acompañante, primero debe ser despedido (por decisión voluntaria del jugador o como consecuencia por otras circunstancias) o morir en combate. 

## Desarrollo

### Interplay Entertainment
Fallout 3 fue inicialmente desarrollado por Black Isle Studios, un estudio propiedad de Interplay Entertainment, bajo el nombre de Van Buren. Black Isle Studios fue el desarrollador del Fallout original y Fallout 2. Cuando Interplay Entertainment declaró en quiebra y cerró Black Isle Studios antes de que el juego se haya completado, la licencia para el desarrollo de Fallout 3 fue vendida por $1,175,000 con un avance mínimo garantizado a Bethesda Softworks, un estudio conocido por ser el desarrollador de la serie The Elder Scrolls. Sin embargo, el Fallout 3 de Bethesda fue desarrollado desde cero, sin el uso del código de Van Buren, ni cualquier otro material creado por Black Isle Studios. En mayo de 2007, una demostración de la tecnología del proyecto cancelado fue lanzado para el público.
Leonard Boyarsky, director de arte del Fallout original, cuando se le preguntó sobre la venta de los derechos de Interplay Entertainment a Bethesda Softworks, dijo:

To be perfectly honest, I was extremely disappointed that we did not get the chance to make the next Fallout game. This has nothing to do with Bethesda, it's just that we've always felt that Fallout was ours and it was just a technicality that Interplay happened to own it. It sort of felt as if our child had been sold to the highest bidder, and we had to just sit by and watch. Since I have absolutely no idea what their plans are, I can't comment on whether I think they're going in the right direction with it or not
Para ser honesto, estaba muy decepcionado de que no tuvimos la oportunidad de hacer el siguiente juego de Fallout. Esto no tiene nada que ver con Bethesda, es sólo que siempre he sentido que Fallout era nuestro y que era sólo una cuestión técnica que Interplay dejó de poseer. De alguna manera se sentía como si nuestro hijo había sido vendido al mejor postor, y sólo teníamos que sentarnos y mirar. Puesto que no tengo ni idea de cuáles son sus planes, no puedo comentar sobre si creo que van en la dirección correcta o no.
Leonard Boyarsky, director de arte de Fallout.

### Bethesda Softworks

#### Audio
Varios actores famosos de películas y videojuegos prestaron sus voces para Fallout 3, incluyendo a Liam Neeson como el padre del protagonista (James), Ron Perlman como el narrador del juego, Malcolm McDowell como el presidente del Enclave (John Henry Eden), y Odette Yustman como la amiga de la infancia del protagonista (Amata Almodovar). Actores de doblaje veteranos como Dee Bradley Baker, Wes Johnson, Paul Eiding y Stephen Russell también proporcionaron sus voces para el juego. La banda sonora de Fallout 3 continua el concepto de la serie de estar compuesta de temas musicales sentimentales de 1940, como el tema principal, y algunas canciones grabadas por The Ink Spots, The Andrews Sisters, además de una partitura escrita por el compositor Inon Zur.

#### Música
La banda sonora del juego incluye a artistas como Roy Brown, Billie Holiday, Billy Munn, Cole Porter, Bob Crosby, entre otros. Las canciones se pueden escuchar a lo largo del juego, ya sea a través de radios viejas, rocolas, o mediante el Pip-Boy 3000. Para que la señal sea captada el jugador deberá de permanecer dentro del área de transmisión, sí el jugador se va más allá la señal se perderá y en su lugar se escuchará estática. Las señales son transmitidas por emisoras de radio dentro del juego, las principales son 3; Galaxy News Radio, Enclave Radio y Agatha's Station, aunque hay algunas más.
| Galaxy News Radio |                                         |                                    |          |  |
| N.º               | Título                                  | Artista                            | Duración |  |
| 1.                | «Mighty, Mighty Man»                    | Roy Brown                          |          |  |
| 2.                | «Let's Go Sunning»                      | Jack Shaindlin                     |          |  |
| 3.                | «Anything Goes»                         | Cole Porter                        |          |  |
| 4.                | «I Don't Want to Set the World on Fire» | The Ink Spots                      |          |  |
| 5.                | «Way Back Home»                         | Bob Crosby y The Bobcats           |          |  |
| 6.                | «Butcher Pete (Part 1)»                 | Roy Brown                          |          |  |
| 7.                | «A Wonderful Guy»                       | Tex Beneke                         |          |  |
| 8.                | «Crazy He Calls Me»                     | Billie Holiday                     |          |  |
| 9.                | «Civilization»                          | Danny Kaye con The Andrews Sisters |          |  |
| 10.               | «Easy Living»                           | Billie Holiday                     |          |  |
| 11.               | «Happy Times»                           | Bob Crosby y The Bobcats           |          |  |
| 12.               | «Into Each Life Some Rain Must Fall»    | The Ink Spots con Ella Fitzgerald  |          |  |
| 13.               | «Maybe»                                 | The Ink Spots                      |          |  |
| 14.               | «I'm Tickled Pink»                      | Jack Shaindlin                     |          |  |
| 15.               | «Boogie Man»                            | Sid Phillips                       |          |  |
| 16.               | «Jolly Days»                            | Gerhard Trede                      |          |  |
| 17.               | «Fox Boogie»                            | Gerhard Trede                      |          |  |
| 18.               | «Swing Doors»                           | Allan Gray                         |          |  |
| 19.               | «Rhythm For You»                        | Eddy Christiani                    |          |  |
| 20.               | «Jazzy Interlude»                       | Billy Munn                         |          |  |

| Enclave Radio |                                   |                       |          |  |
| N.º           | Título                            | Artista               | Duración |  |
| 1.            | «Stars and Stripes»               | John Philip Sousa     |          |  |
| 2.            | «America the Beautiful»           | Samuel A. Ward        |          |  |
| 3.            | «Dixie»                           | Daniel Decatur Emmett |          |  |
| 4.            | «Marine's Hymn»                   | Jacques Offenbach     |          |  |
| 5.            | «The Battle Hymn of the Republic» | Varios artistas       |          |  |
| 6.            | «Hail, Columbia»                  | Varios artistas       |          |  |
| 7.            | «The Washington Post»             | Varios artistas       |          |  |
| 8.            | «Yankee Doodle»                   | Varios artistas       |          |  |

| Agatha's Station |                                                      |                       |          |  |
| N.º              | Título                                               | Artista               | Duración |  |
| 1.               | «Gigue - Partita n.º 3»                              | Johann Sebastian Bach |          |  |
| 2.               | «Preludio - Partita n.º 3»                           | Johann Sebastian Bach |          |  |
| 3.               | «Grave - Sonata n.º 2»                               | Johann Sebastian Bach |          |  |
| 4.               | «Allegro ma non troppo - Violin Concerto in A minor» | Antonín Dvořák        |          |  |
| 5.               | «Zigeunerweisen»                                     | Pablo de Sarasate     |          |  |

## Mercadotecnia y lanzamiento

### Ediciones
| Contenido                | Estándar | Coleccionista | Limitada | Superviviente | Game of the Year |
| ------------------------ | -------- | ------------- | -------- | ------------- | ---------------- |
| Disco del juego y Manual | Sí       | Sí            | Sí       | Sí            | Sí               |
| DVD                      | No       | Sí            | No       | Sí            | No               |
| Libro de Arte Conceptual | No       | Sí            | No       | Sí            | No               |
| Vault Boy Bobblehead     | No       | Sí            | No       | Sí            | No               |
| Lonchera                 | No       | Sí            | No       | Sí            | No               |
| Figurilla Power Armor    | No       | No            | Sí       | No            | No               |
| Reloj Pip-Boy 3000       | No       | No            | No       | Sí            | No               |
| Contenido Descargable    | No       | No            | No       | No            | Sí               |

Fallout 3 fue lanzado en 5 versiones separadas, de los cuales sólo 3 estaban disponibles en todo el mundo.
EstándarLa Edición Estándar incluía el disco del juego y el manual de instrucciones sin contenido extra.
ColeccionistaLa Edición Coleccionista incluía el disco del juego, el manual de instrucciones, un disco extra de la realización de Fallout 3, un libro de arte conceptual, un Vault Boy Bobblehead (cabezón) de 12,7 cm, todos están dentro de una lonchera Vault-Tec. En Australia, la Edición Coleccionista es exclusiva para Gametraders y EB Games.
LimitadaLa Edición Limitada incluye el disco del juego, el manual de instrucciones, y una figurilla de la armadura de la Hermandad de Acero. Esta edición sólo está disponible en Reino Unido a través de la tienda GAME.
SupervivienteLa Edición Superviviente contiene todo lo que trae la Edición Coleccionista, más un reloj digital con forma del Pip-Boy 3000. La Edición Superviviente sólo está disponible en Estados Unidos a través de Amazon.com.
Game of the YearLa Edición Game of the Year (Juego del Año) incluye el disco del juego, el manual de instrucciones, y los 5 contenidos descargables del juego. En Norteamérica fue lanzado el 13 de octubre de 2009, en Europa el 16 de octubre, en Australia el 22 de octubre y en Japón el 3 de diciembre. Desde el 17 de diciembre de 2009 está disponible para Steam.

### Contenido descargable
Operation: AnchorageEntra en una simulación militar y lucha en una de las más grandes batallas del universo de Fallout - la liberación de Anchorage, Alaska, de sus invasores chinos comunistas. Obtén acceso a armaduras, armas y artefactos únicos a medida que formas y diriges equipos de ataque interactivos para derrotar la base china.
The PittThe Pitt te permite viajar a las ruinas post-apocalípticas de Pittsburgh, Pensilvania, y verte involucrado en un conflicto entre esclavos y sus amos Saqueadores. Explora un asentamiento en desarrollo devastado por el tiempo, abandono, radiación, y degradación moral. The Pitt está llena de decisiones morales dudosas, PNJ sospechosos, nuevos enemigos, nuevas armas, y mucho más.
Broken SteelContinua tu existente juego de Fallout 3 y termina la lucha contra los restos del Enclave junto a Liberty Prime. Broken Steel aumenta el nivel máximo de tu personaje de 20 a 30, permitiéndote experimentar aún más el juego, incluyendo nuevos Perks y logros.
Point LookoutPoint Lookout te abre las puertas a una nueva vasta área de Capital Wasteland - un, oscuro, turbio pantano junto a la costa de Maryland. Toma el ferry hacia la ciudad costera de Point Lookout, para la más misteriosa y abierta aventura de los DLC de Fallout 3.
Mothership ZetaDesafía a hostiles aliens abductores y lucha para escapar de la enorme Nave Nodriza Zeta, orbitando alrededor de la Tierra muchas millas por encima de Capital Wasteland. Mothership Zeta lleva a Fallout 3 hacia una dirección totalmente diferente - el espacio exterior. Conoce a nuevos personajes y únete a ellos en un desesperado intento de escapar de las garras de los Aliens. Para ello, tendrás a tu disposición nuevas poderosas armas, como el Atomizador Alien, Desintegrador Alien, y el Cañón de Drones, y además tendrás ropa nueva, como el traje espacial Era-Géminis e incluso una Armadura Samurái

## Recepción

### Análisis
3DJuegos afirmó: "Fallout 3 devuelve una saga de leyenda a la primera línea de los videojuegos, y lo hace con notables aciertos. Gráficamente es un título muy potente, logra una ambientación realmente cuidada, y su tamaño, dosis de libertad y prisma son de una calidad digna de encomio. Es un juego tan cautivador en primer término, como fácil de abandonar para muchos usuarios a medio plazo; no obstante es un título que, como mínimo, hay que probar".

### Premios
Ganador de mejor juego del E3 2008.